# Quartier Saint-Lambert

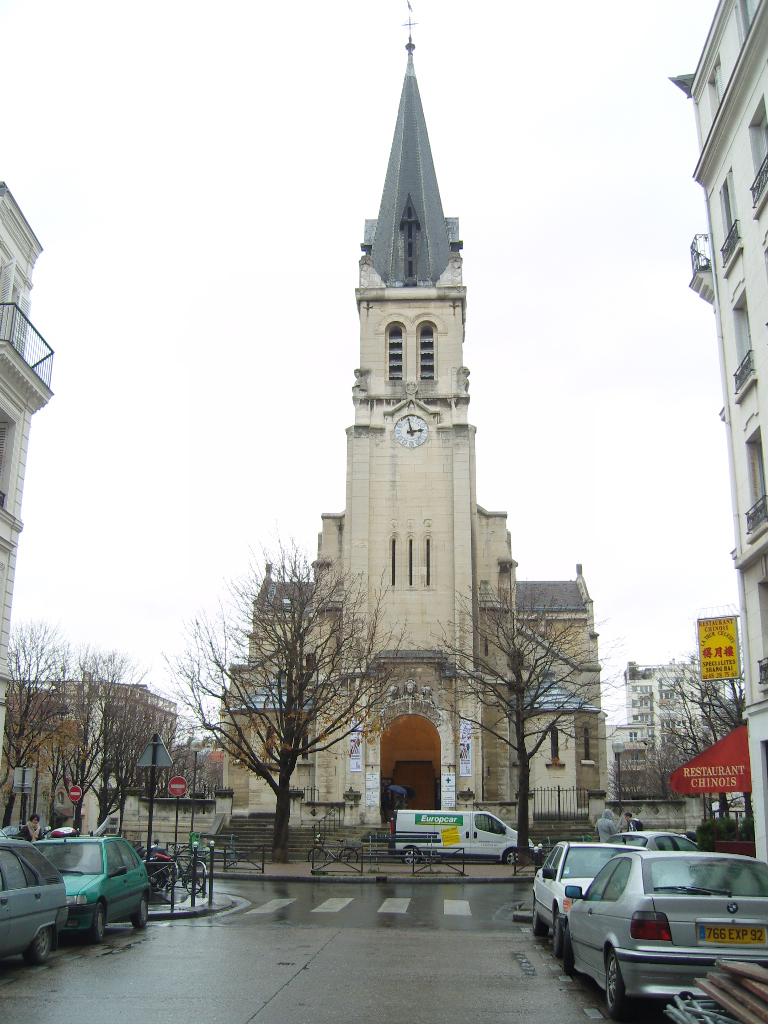
Kostel Saint-Lambert de Vaugirard

Quartier Saint-Lambert (čtvrť Svatého Lamberta) je 57. administrativní čtvrť v Paříži, která je součástí 15. městského obvodu. Má rozlohu 283,1 ha a ohraničují ji ulice Boulevard périphérique na jihu, Rue de la Porte d'Issy, Boulevard Victor, Rue Lecoubre a Rue de la Croix Nivert na západě, Rue Mademoiselle, Rue Cambronne a Rue de la Procession na severu a Rue Vercingétorix na východě.

## Historie
Čtvrť Saint-Lambert se nachází na území bývalé vesnice Vaugirard. V této oblasti se nacházely vinice a rovněž kamenolomy, kde se získával stavební kámen pro stavby v Paříži. V roce 1860 byla vesnice Vaugirard připojena k Paříži.

Čtvrť byla pojmenována podle kostela Saint-Lambert de Vaugirard, který je zasvěcen biskupovi svatému Lambertovi (kolem 635–705).

## Vývoj počtu obyvatel
| Rok sčítání | Počet obyvatel | Hustota zalidnění (ob./km²) |
| ----------- | -------------- | --------------------------- |
| 1954        | 87 707         | 30 981                      |
| 1962        | 92 906         | 32 817                      |
| 1968        | 90 051         | 31 809                      |
| 1975        | 89 560         | 31 635                      |
| 1982        | 85 380         | 30 159                      |
| 1990        | 82 880         | 29 276                      |
| 1999        | 82 032         | 28 976                      |